# Jacana nain
Microparra capensis
Genre
Espèce
Statut de conservation UICN

 LC  : Préoccupation mineure
Le Jacana nain (Microparra capensis) est la plus petites des deux espèces de jacanas d'Afrique. C'est l'unique espèce du genre Microparra, considérée par certains auteurs comme une forme néoténique du jacana à poitrine dorée (Actophilornis africanus).

## Description
Cet oiseau mesure de 15 à 18 cm de longueur (aile pliée de 8 à 10 cm) pour une masse d'environ 41 g.
|  |